# 美國電氣製造商協會
美國電氣製造商協會（National Electrical Manufacturers Association），簡稱NEMA，是美國電氣設備及醫學影像製造商組成的協會，在1926年創立，總部在華盛頓附近的維吉尼亞州羅斯林，由約450家有關發電、電力輸送、配電、控制及終端電力使用的公司所組成。其中的医学影像与技术联盟（MITA）包括了醫療診斷影像設備（如核磁共振、電腦斷層掃描、X光、超音波設備等）的製造商。
美國電氣製造商協會出版許多標準、應用指南、白皮書及技術文件等。相關產品年營業額超過1400億美金。美國電氣製造商協會在北京及墨西哥市也有辦事處。

## 外部連結
- NEMA website （页面存档备份，存于）